# اپتیک اتمسفر

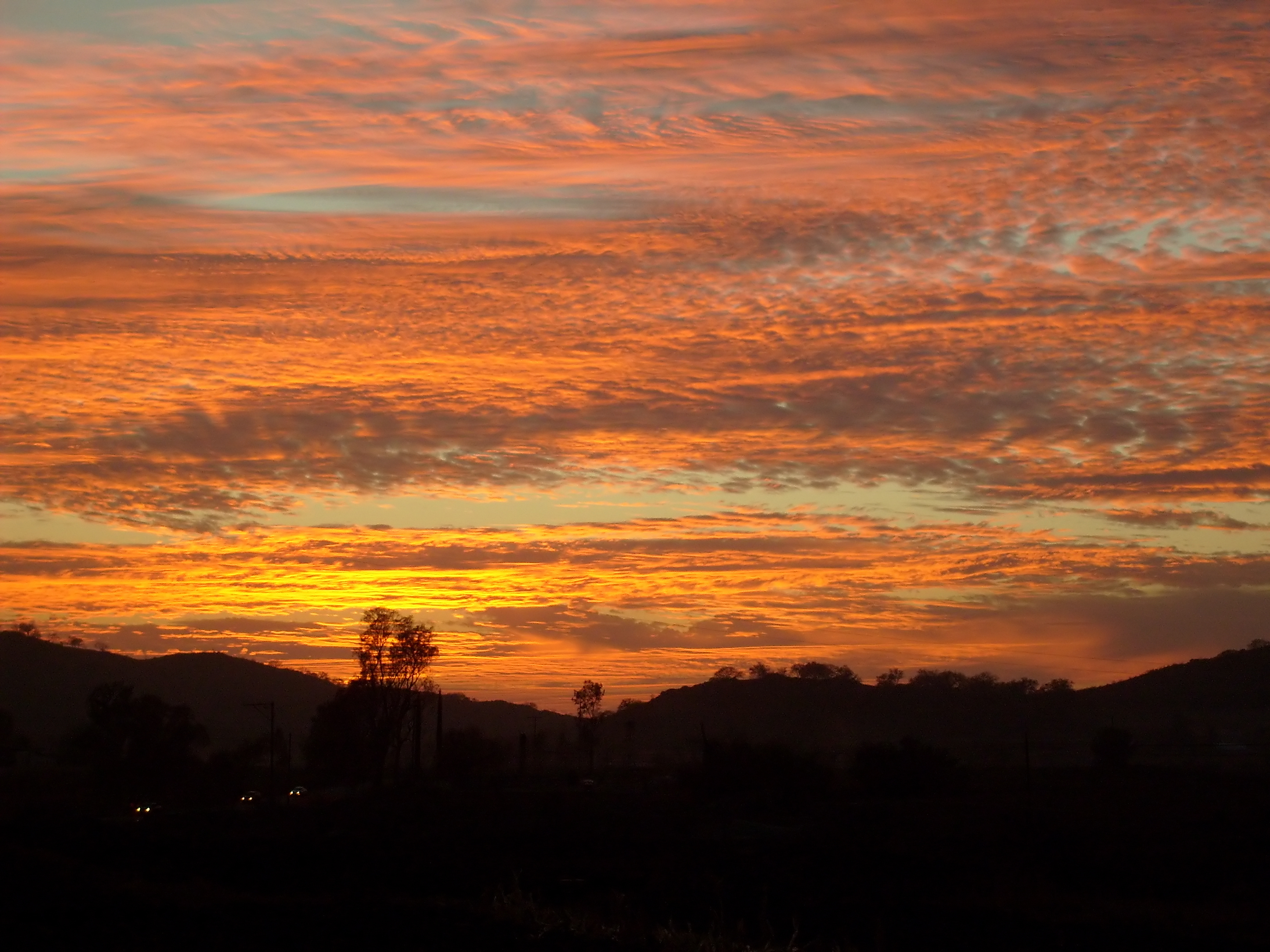
همانگونه که در تصویر از غروب خورشید در طول آتش‌سوزی‌های کالیفرنیا در اکتبر ۲۰۰۷ نشان داده شده، به‌وجود آمدن آسمانی رنگارنگ اغلب به دلیل پراکندگی غیرمستقیم نور خورشید از روی مولکول‌های اکسیژن و ذرات معلق مانند مه‌دود، دوده و قطرات ابر است.

اپتیک اتمسفر (انگلیسی: Atmospheric optics) شاخه‌ای از فیزیک اتمسفر و مطالعه در بارهٔ ویژگی‌های نوری متمایز جو زمین است؛ نتایج متفاوتی که فرآیندهای اتمسفری با تفکیک زمانی و مکانی، فراتر از آنچه که با چشم غیر مسلح قابل تشخیص است، حاصل می‌شود. «اپتیک هواشناسی» «بخشی از اپتیک اتمسفر است که به مطالعهٔ الگوهای قابل مشاهده با چشم غیرمسلح می‌پردازد». با این وجود، این دو اصطلاح گاهی به جای هم استفاده می‌شوند.
پدیده‌های نوری هواشناسی هم، همانگونه که در بالا اشاره شد، به این موضوع می‌پردازند که چگونه خواص نوری جو زمین باعث ایجاد طیف گسترده‌ای از پدیده‌های نوری و پدیده‌های مختلف ادراک بصری می‌شود.
نمونه‌هایی از پدیده‌های هواشناسی عبارتند از:
- رنگ آبی آسمان از پراکندگی ریلی است که نور خورشید را با فرکانس بالاتر/طول موج کوتاهتر (آبی) به میدان دید ناظر هدایت می‌کند.
- رنگ مایل به قرمز خورشید هنگامی که از طریق یک جو غلیظ مشاهده می‌شود، مانند طلوع یا غروب خورشید. این به این دلیل است که نور قرمز کمتر از نور آبی پراکنده می‌شود. نور قرمز به چشم ناظر می‌رسد، در حالی که نور آبی به خارج از خط دید پراکنده می‌شود.
- رنگ‌های دیگر در آسمان، مانند آسمان درخشان (درخشش آلپ) در هنگام غروب و سحر. این‌ها در اثر ذرات اضافی در آسمان هستند که رنگ‌های مختلف را در زوایای مختلف پراکنده می‌کنند.